# Cultura remix

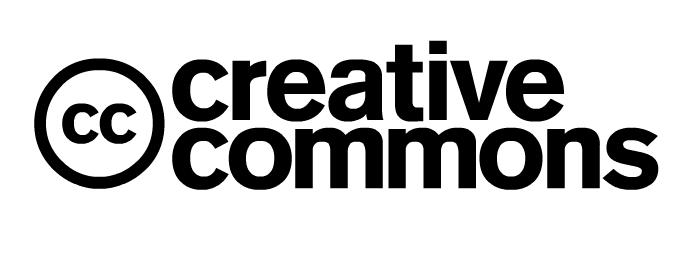
Logotip Creative Commons

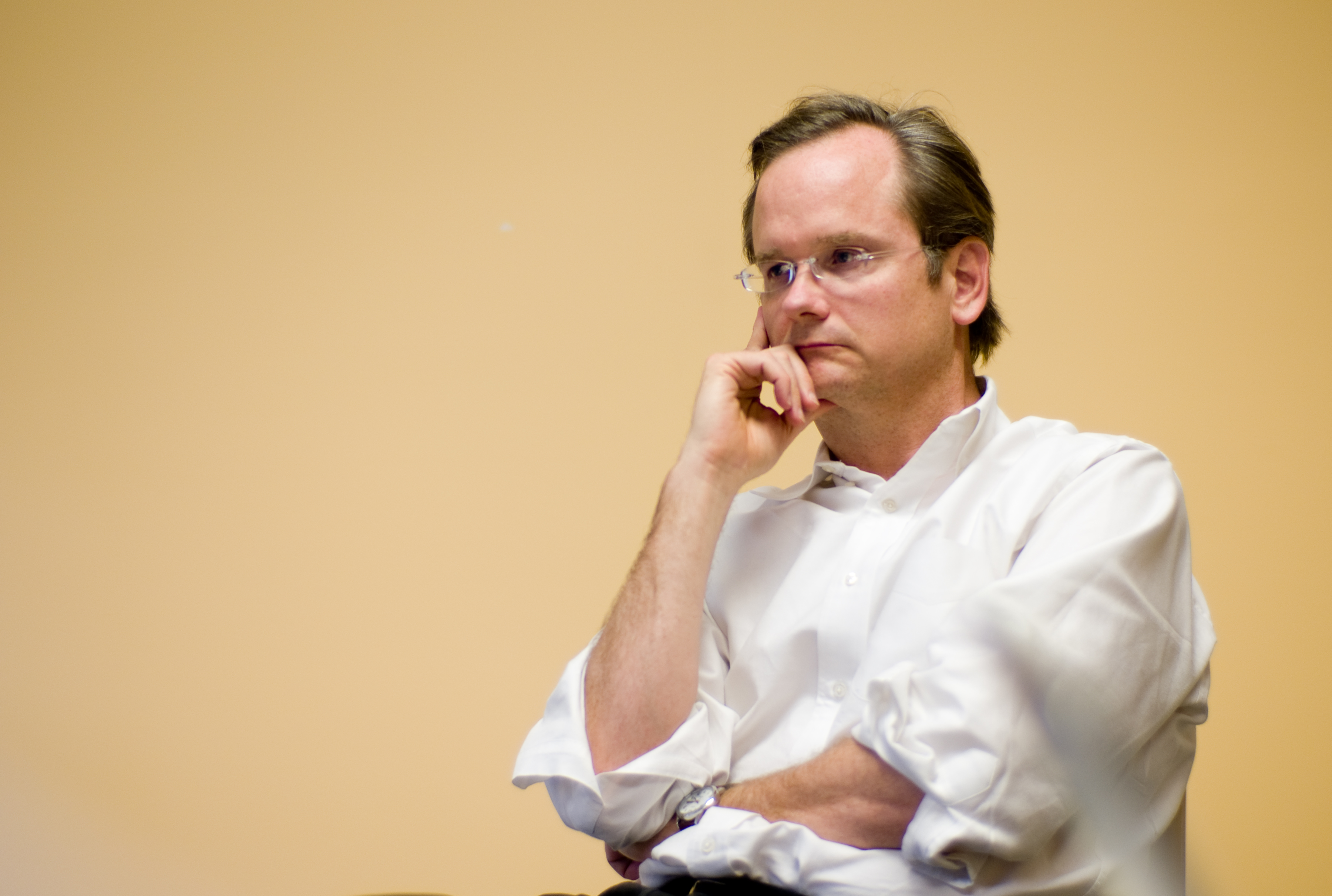
Lawrence Lessing

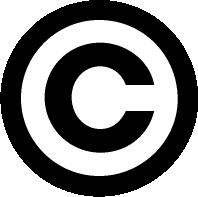
Logotip Copyright

Cultura remix és un terme usat per descriure una societat que permet i encoratja les obres derivades. Remix es defineix com la combinació dels materials existents o d'edició per a produir un nou producte.
Cultura remix és un mot impulsat per Lawrence Lessig, amb l'objectiu de reduir les barreres legals per compartir els treballs creatius. Permet a la societat fer treballs derivats, és a dir, partint d'una idea existent se li dona una interpretació personal i se'n crea una de nova inspirada en l'existent.
«If you have an apple and I have an apple and we exchange these apples then you and I will still each have one apple. But if you have an idea and I have an idea and we exchange these ideas, then each of us will have two ideas»
—George Bernard Shaw
En el seu llibre de 2008, Remix, Lawrence Lessig presenta això com un ideal desitjable i sosté, entre altres coses, que la salut, el progrés i la creació de riquesa d'una cultura està fonamentalment lligada a aquest procés participatiu remix.

## Llicències col·lectives
La demanda de llicències alternatives que es donin a les possibilitats de la cultura remix queden ben representades en accions com els del Creative Commons, o la llicencia aire incondicional de Plantoninq, que posin en evidència la transcendència que s'atorga per concebre la cultura digital amb un producte de la intel·ligència i la creació col·lectiva.

## El remix com a condició necessària per a la cultura
Més que cap altre autor, Lawrence Lessig ha desenvolupat i analitzat el concepte del remix com a condició necessària per a la sostenibilitat, el desenvolupament, l'enriquiment i el benestar de la cultura. Expressat de la forma més general, senzilla, necessària i profunda, el remix consisteix que "Algú barreja coses i després una altra persona ve i remescla el que l'anterior havia creat" 
El remix es fa patent en tots els àmbits de la pràctica cultural, incloent-hi les converses quotidianes, de fet "la cultura és un remix". En el sentit més ampli, el remix és la condició general de les cultures: sense remix no hi ha cultura. Les cultures han de fer-crear i per això barregen elements "nous" amb elements "preexistents" a través de "converses".
Lessig (2008) distingeix dos grans tipus de participació cultural o tipus diferents de cultura i d'experiència cultural: la que anomena "de només lectura" (read only culture o RO) i una altra que seria de "Lectura-escriptura" (read-write culture o RW). La cultura de només lectura està centrada en el consum d'elements o artefactes culturals produïts de forma professional. Uns pocs (o relativament pocs) produeixen ítems culturals perquè molts els vegin, els llegeixin o els escoltin. Segons Lessig, una cultura de només lectura és una cultura que està "menys versada en l'exercici o en la creativitat amateur i se sent més còmoda (pensar: sofà) amb un consum senzill. " 
D'altra banda, la cultura de lectura-escriptura és aquella en la que els que "llegeixen" els recursos també volen "fer la seva aportació creant i recreant la cultura que els envolta usant les mateixes eines [els mateixos instruments musicals, eines de captura i retoc d'imatges, tecnologies d'escriptura i dibuix, etc.] que els usuaris professionals "

## El remix digital com la nova escriptura popular
L'escriptura consisteix a codificar textos per comunicar, intercanviar i negociar significats en diversos contextos i pràctiques socials. Entenem per "textos codificats" aquells que, pel seu contingut, podem recuperar, reelaborar i fer accessibles sense que sigui necessari comptar amb la presència física d'una altra persona. Els "textos codificats" han estat "congelats" o "capturats" en formes que els alliberen del seu context immediat de producció i els permeten viatjar perquè són "Transportables".
Doncs bé, ara els ordinadors faciliten un remix digital que, a més de la música, abasta un espectre molt més gran, com la imatge, l'escrit, el so o l'animació, en resum, tot tipus d'artefactes. Aquest remix consisteix a crear diverses formes de pensament, llenguatge o expressió "Congelades" per aconseguir la construcció, la distribució, l'intercanvi i la negociació de significats. Els joves de tot el món estan imbuïdes de forma massiva en el remix, que cada vegada està més imbricat en la seva forma de construir significats i expressar idees.Lessig argumenta que, per aquestes legions de joves digitals, aquestes pràctiques de remix constitueixen l'escriptura: 
Quan esmentem la paraula escriptura, els majors de 15 anys pensem en l'escriptura amb text ... Però si ens parem a pensar en com entenen l'escriptura els menors de 15 anys que utilitzen les tecnologies ... En fi, escriure un text és només una forma d'escriure i no precisament la més interessant. Les formes més interessants tenen a veure cada vegada més amb l'ús d'imatges, so i vídeo per expressar idees.

## El retoc digital d'imatges com remix d'imatges
El nom del famós programa d'edició d'imatges digitals d'Adobe s'ha transformat en un verb el significat abasta diverses pràctiques relacionades amb l'edició d'imatges, incloent-hi seva remix, en què la transformació va més enllà del mer retoc de la imatge o l'ajust del balanç de colors. Gràcies a l'increment de l'oferta d'aquest tipus de programes a un cost raonable, a la millora de les capacitats d'emmagatzematge en línia i als serveis d'allotjament en línia especials per a imatges, el photoshopeo s'ha popularitzat ràpidament i els seus seguidors abasten tots els nivells de perfecció artística i tècnica.

## Aplicacions web híbrides o mashups
El terme "mashup" o "mash up", utilitzat originalment en el context del remix musical, s'aplica ara de manera extensiva al procés de fusionar dos o més API (interfície de programació d'aplicacions) amb bases de dades obertes. Moltes d'aquestes API i bases de dades són gratuïtes per als usuaris i els desenvolupadors.
El resultat són nous programes o aplicacions basades en la web que s'alimenten de serveis i dades que ja existeixen i els milloren perquè exerceixin tasques específiques (sovint de forma més eficaç) o perquè assoleixin certs propòsits (amb un objectiu clar) als quals no arriben les aplicacions o els serveis previs. Es tracta d'una forma de personalitzar els recursos existents per cobrir nínxols o buits i que potser ara podem entendre millor en vista de l'auge de les "apps" per a telèfons mòbils i tauletes (i també per Internet).
Trobem alguns exemples típics de mashups de serveis en Panoramio.com, 
Twittervision.com i Wikipediavision. Panoramio combina l'allotjament de fotografies a l'estil Flickr amb Google Maps, de manera que els usuaris puguin trobar fotografies preses en un lloc en concret o descobrir on s'ha captat una determinada imatge. Twittervision unifica l'aplicació de microblog Twitter amb Google Maps per mostrar en quina part del món s'estan escrivint "tweets" gairebé a temps real. Wikipediavision és similar; mostra gairebé a temps real en quina part del món s'estan fent canvis a Wikipedia.org.

## Exemples
- Graffiti és un exemple de Cultura de lectura / escriptura, on els participants interaccionen amb el seu entorn i el medi ambient. De la mateixa forma que les obres decoren les parets pintades també permet al públic triar les imatges que apareixen als seus edificis. Mitjançant l'ús de pintura en aerosol, o altres mitjans, els artistes creen essencialment remixes i canvis a parets o altres superfície per mostrar els seus pensaments o una crítica.

- Sampleig en la presa de la música és un excel·lent exemple de la reutilització i el remix per produir un nou treball. El Sampling ha tingut àmplia popularitat dins de lq cultura hip-hop, però, la pràctica de la presa de mostres es pot remuntar als artistes anteriors. Led Zeppelin mostra molts actes com Willie Dixon, "Howlin Wolf, Jake Holmes, i l'Esperit com a remix dins de les dimensions jurídiques del dret d'autor. En prendre una mostra o un petit clip d'una cançó existent i la distorsió i la incorporació en una nova peça, l'artista ha remesclat el tema i ho va fer seu.

- Wikipedia és un exemple més de "remixes", on s'encoratja al públic per a afegir els seus coneixements. El lloc web bàsicament permet a l'usuari tornar a barrejar la informació presentada.

- Al cinema, remix és d'ús freqüent. La majoria de pel·lícules de Hollywood són adaptacions de còmics, novel·les gràfiques, llibres, o altres formes de mitjans de comunicació. La majoria de les obres de cinema de Hollywood solen ser pel·lícules de gènere que segueixen estrictament els genèrics. Aquestes pel·lícules amb prou feines semblen originals i creatives, sinó que més aviat es basen a adaptar el material de les obres anteriors, que és una forma de remix. Un bon exemple és la pel·lícula "Kill Bill" que té moltes tècniques i l'escenes de plantilles d'altres pel·lícules.

Internet ajuda a posar en pràctica la teoria de la "lectura / escriptura cultura". Remescles de les cançons, vídeos i fotos són de fàcil distribució. Això vol dir que mai hi ha un projecte final. Hi ha una revisió constant sobre el que s'està creant, que es realitza tant a escala professional i d'aficionats. Un simple i comú manera de remix és a través de la música i la publicitat. Programes com GarageBand i Adobe Photoshop fan que sigui extremadament fàcil de tornar a treballar el que s'ha fet en una escala professional. Internet fa un remix d'art a les masses per produir i distribuir nous treballs.
A mesura que s'ha incrementat la disponibilitat i l'accés a diferents i sofisticats programes d'edició digital, així com a recursos i espais en línia destinats a la lectura-escriptura, hem assistit a un creixement ràpid del nombre i de la repercussió de les activitats de remix digital en què participen tant professionals com aficionats.

## Drets d'autor
Segons Lessig que "els drets d'autor són lleis obsoletes que s'han convertit en els nostres nens criminals." Sota les actuals lleis de propietat intel·lectual, qualsevol persona amb la intenció de remesclar una obra existent es fa responsable de demanda a causa de les lleis de copyright que protegeixen la propietat intel·lectual de l'obra. No obstant això, les lleis de copyright actuals han demostrat ser ineficaces en la prevenció de la pirateria i presa de mostres de la propietat intel·lectual.
Lessig sosté que cal que hi hagi un canvi en l'estat actual de les lleis de copyright per a legalitzar la cultura del remix. L'artista del remix podria citar la propietat intel·lectual que mostra la qual citaria el creador original, com és comú amb les referències bibliogràfiques.
Kirby Ferguson sosté que tot és un remix, i que tot el material original es basa fora de remixes i material existent amb anterioritat. Si tota la propietat intel·lectual és influenciada per altres peces de treball, les lleis de copyright són innecessàries.